# LZ 48
Der Zeppelin LZ 48 war das 48. Luftschiff des Grafen Zeppelin und das 15. Luftschiff der kaiserlich-deutschen Marine (taktische Nummer L 15). Er gehörte zur Baureihe „P“ der deutschen Zeppelin-Militärluftschiffe.

## Geschichte
Das Luftschiff wurde auf der Zeppelin-Werft in Löwental gebaut. Es unternahm seine erste Fahrt am 9. September 1915 und wurde zwei Tage später in Dienst gestellt. Es war zuerst in Nordholz und ab dem 21. September 1915 Hage stationiert. Die Führung übernahm Kapitänleutnant Joachim Breithaupt. Es führte drei Angriffsfahrten gegen das Vereinigte Königreich durch. Dabei wurden 5.780 kg Bomben abgeworfen. In der Nacht vom 13. auf den 14. Oktober 1915 verursachten die Bomben des Luftschiffes schwere Schäden im Zentrum von London. Eine Bombe kostet 17 Menschenleben, als sie in der Wellington Street im Bezirk Covent Garden eine Gasleitung in Brand setzte. Mehrere Flugzeuge griffen den Zeppelin an, aber Breithaupt konnte entkommen. Nach der Feindfahrt landete L 15 am 14. Oktober 1915 in dichtem Nebel etwa sechs Kilometer vom Heimathafen entfernt auf Äckern und einer Bahntrasse. Dabei knickte eine Gondelstrebe und Fensterscheiben der Führergondel zersplitterten. Die Schäden konnten jedoch in vier Tagen behoben wurden. Hinzu kamen acht Aufklärungsfahrten.

## Verbleib

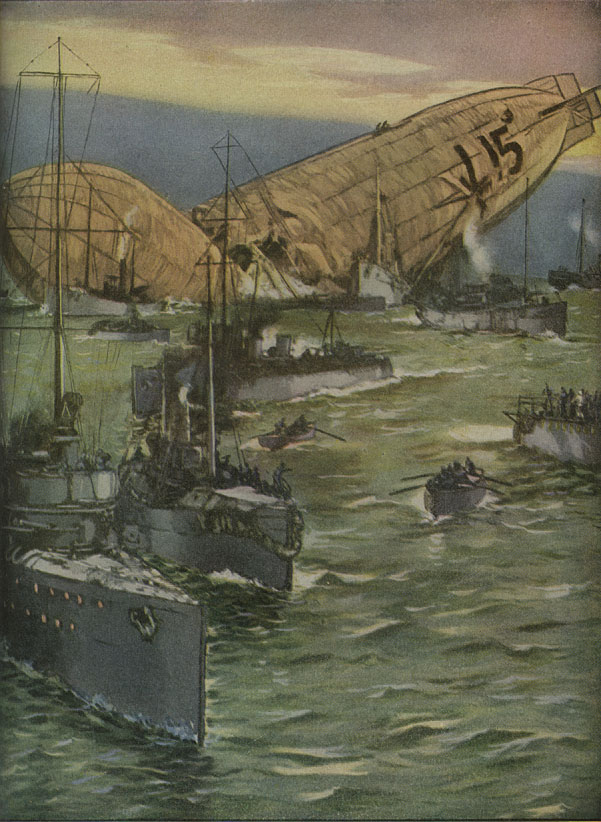
Beschädigtes Marine-Luftschiff L 15 vor der Mündung der Themse.

Das Luftschiff zählt zu den zahlreichen Zeppelinen der P-Baureihe, die durch Feindeinwirkung verloren gingen. Beim dritten Angriff – der zweiten Fahrt nach London – in der Nacht vom 31. März auf den 1. April 1916 musste L 15 nach Bodenbeschuss und Flugzeugangriff bei Margate vor der Mündung der Themse auf dem Wasser niedergehen. Da mehrere Gaszellen beschädigt waren, verringerte sich der Auftrieb. Zudem verformte sich das Gerippe. Bei der Notwasserung gab es einen Toten durch Ertrinken. Der Rest der Besatzung wurde von dem bewaffneten Trawler Olivine aufgenommen und später an den britischen Zerstörer HMS Vulture übergeben, der ihn bei Chatham an Land setzte. Die überlebenden Besatzungsmitglieder gelangten schließlich in das britische Militärgefängnis Ehetam. Die Offiziere wurden am 6. April 1916 nach Donington Hall überführt. Die Überreste des Luftschiffes wurden nach Westgate-on-Sea geschleppt, versanken aber größtenteils im Meer.

## Technische Daten
- Traggasvolumen: 31.900 m³ Wasserstoff
- Länge: 163,50 m
- Durchmesser: 18,70 m
- Nutzlast: 16,2 t
- Antrieb: vier sechszylindrige Maybach-HSLu-Motoren von je 240 PS (177 kW)[6]
- Geschwindigkeit: 26,7 m/s
- Aktionsradius: 2.150 km
- Maximale Steighöhe: 3.900 m
- Bewaffnung: 2 × 8-mm-Maxim-Maschinengewehre
- Besatzung: 18 Mann (März 1916)